# Ben Thomas (amerikansk fotboll)
Benjamin Thomas Jr., född 2 juli 1961 i Ashburn i Georgia, är en amerikansk utövare av amerikansk fotboll (defensiv linjespelare) som spelade i NFL 1985–1989 och 1991. Thomas spelade collegefotboll för Auburn Tigers. I NFL spelade han för New England Patriots, Green Bay Packers, Pittsburgh Steelers, Atlanta Falcons och Los Angeles Rams.
Thomas draftades 1985 av New England Patriots i andra omgången.